# 守谷郵便局
守谷郵便局（もりやゆうびんきょく）は、茨城県守谷市本町にある郵便局である。民営化前の分類では集配普通郵便局であった。

## 概要
住所：〒302-0199 茨城県守谷市本町701番地の2

## 沿革
- 1878年（明治11年）7月1日 - 守谷郵便局（五等）として開設[1]。
- 1885年（明治18年）6月25日 - 貯金取扱を開始。
- 1890年（明治23年）12月21日 - 為替取扱を開始。
- 1956年（昭和31年）3月17日 - 大野郵便局[2]から電話交換事務の取扱を移管[3]。
- 1967年（昭和42年）10月31日 - 野木崎郵便局から和文電報配達業務を移管。
- 1968年（昭和43年）11月19日 - 電話交換業務を水海道電報電話局に移管。
- 1992年（平成4年）8月1日 - 特定郵便局から普通郵便局に局種別改定。
- 2000年（平成12年）8月14日 - 外国通貨の両替および旅行小切手の売買に関する業務取扱を開始。
- 2007年（平成19年）10月1日 - 民営化に伴い、併設された郵便事業守谷支店に一部業務を移管。
- 2012年（平成24年）10月1日 - 日本郵便株式会社発足に伴い、郵便事業守谷支店を守谷郵便局に統合。

## 取扱内容
- 郵便、印紙、ゆうパック、内容証明
- 貯金、為替、振替、振込、国際送金、外貨両替・トラベラーズチェック、国債、投資信託
- 生命保険、バイク自賠責保険、自動車保険
- ゆうちょ銀行ATM
- 守谷市内（〒302-01xx）の集配業務
- ゆうゆう窓口

## 風景印
- 図案は『筑波山』・町の花『山百合』・名駅百選『新守谷駅舎』
- 使用開始日は1999年（平成11年）4月1日

## 周辺
- 守谷市立守谷小学校
- 守谷市立けやき台中学校
- 守谷市立愛宕中学校
- 仲町行政サービスセンター
- 保健センター
- イオンタウン守谷
- 国道294号

## アクセス
- つくばエクスプレス、関東鉄道常総線 守谷駅から徒歩約16分
- 関東鉄道バス 郵便局前停留所下車
- 常磐自動車道 谷和原ICから南へ約4km
- 駐車場あり：10台